# Silberschatz von Hohenwart
Der Silberschatz von Hohenwart Landkreis Pfaffenhofen in Bayern ist ein  lokalgeschichtlich bedeutender Depotfund aus dem Spätmittelalter, der ab 2003 von drei Kindern mittels einer Metallsonde aus einer Baugrube geborgen wurde. 

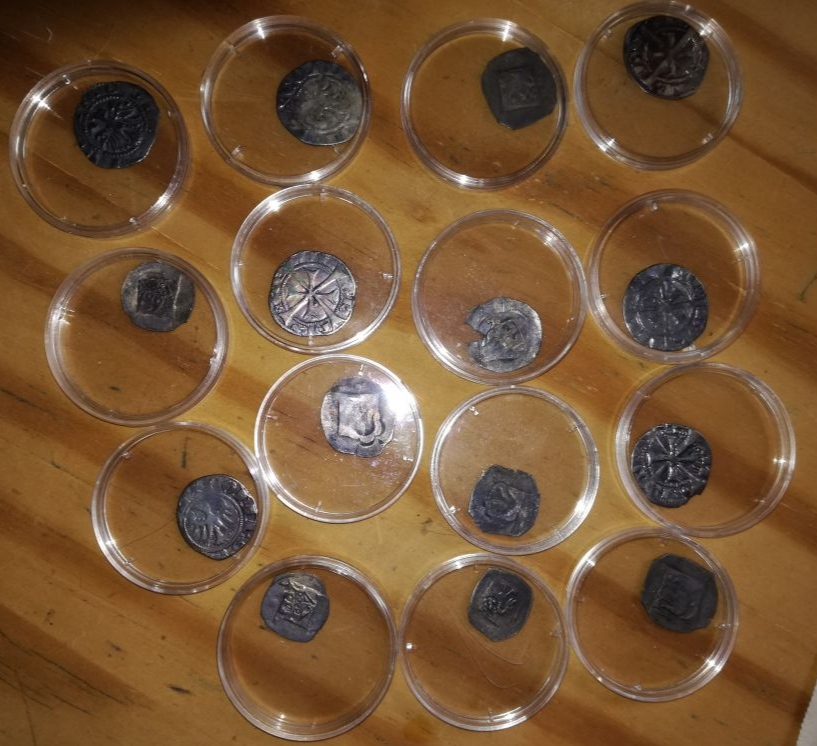
Ein Teil des Hohenwarter Silberschatzes

In mehreren Etappen gelangte der Münzhort, auf den die Öffentlichkeit 2004 über lokale Zeitungsberichte aufmerksam gemacht wurde, ins Hohenwarter Rathaus. Dort wurden einige der Münzen ausgestellt, bis der Depotfund im Sommer 2019 über die Archäologische Staatssammlung München an die Staatliche Münzsammlung München übergeben wurden, um ihn bestimmen zu lassen.

## Zusammensetzung des Fundensembles
Es handelt sich bei dem Hort um 31 Silbermünzen, die fast alle aus dem bayrischen Raum und der  Grafschaft Tirol stammen, wodurch die Zusammensetzung des Münzschatzes einen tendenziell regionalen Charakter aufweist: „Insgesamt zehn der Münzen stammen aus Tirol und bilden gleichzeitig die ältesten Prägungen in diesem Konvolut. Bei diesen Geprägen handelt es sich ausschließlich um silberne Kreuzer aus der Münzstätte Meran […]. Sechzehn weitere Münzen stammen aus den bayerischen Teilherzogtümern Bayern-München […], Bayern-Landshut […] und Bayern-Ingolstadt […] und können durchwegs als sogenannte schwarze Pfennige angesprochen werden, die […] zumeist einseitig beprägt vorliegen. Lediglich eine Münze stammt aus Amberg in der Oberpfalz und kann als Hälbling identifiziert werden, womit diese Prägung das niedrigste Nominal in diesem Hort darstellt. Aus dem Bistum Augsburg sind drei Pfennige bekannt […]. Nur eine Münze ist aufgrund des fortgeschrittenen Korrosionsgrades gänzlich unbestimmbar.“ Die große Anzahl an Münzen aus Tirol ist für bayrische Münzhorte des Spätmittelalters nicht ungewöhnlich, auffallend ist jedoch „das überwiegende Fehlen von kleineren Nominalen aus dem bayerischen Raum und Tirol, wodurch der Hortcharakter dieses Fundes nochmals unterstrichen wird.“

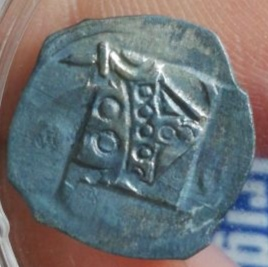
Augsburger Schwarzpfennig (Fehlprägung)

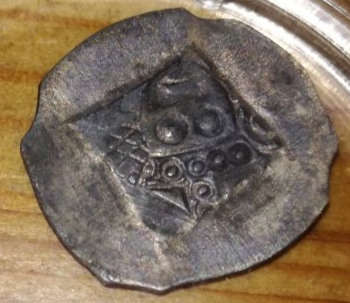
Augsburger Schwarzpfennig

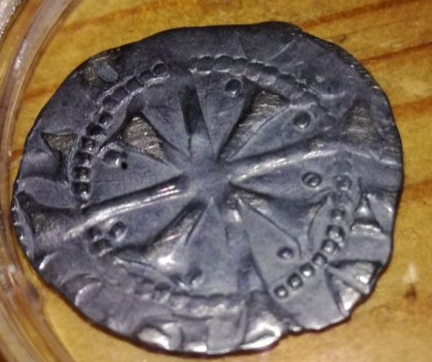
Etschkreuzer (Vorderseite)

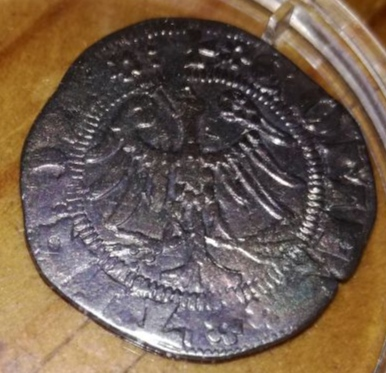
Etschkreuzer (Rückseite mit Adler)

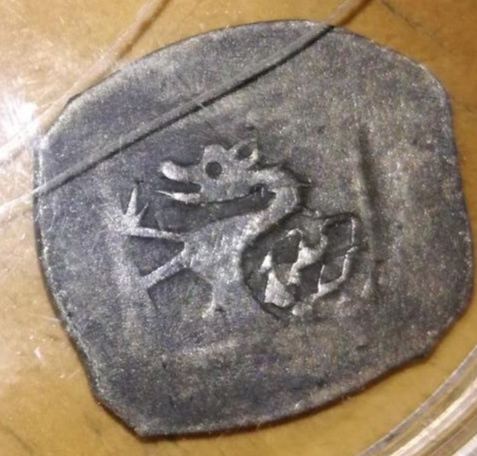
Ingolstädter Schwarzpfennig

## Datierung der Münzen
Die vier ältesten Münzen wurden zwischen 1274 und 1306 geprägt und stammen aus Tirol. Der Großteil der Geldstücke stellt bayrische Schwarzpfennige dar, die zwischen 1395 und 1406 datiert werden können. Da die Pfennige des Bistums Augsburg vermutlich in der Mitte des 15. Jahrhunderts geprägt wurden, ist es nicht unplausibel, dass der Hort frühestens in diesem Zeitraum vergraben wurde.

## Fundumstände
Einer der Finder gab 2018 gegenüber der Lokalpresse Auskunft darüber, wie er als Zwölfjähriger auf den Münzschatz aufmerksam geworden war: 

„Damals war er in einer Baugrube in Hohenwart unterwegs auf der Suche nach antiken Gegenständen. Meist waren es nur alte Tonscherben, die er fand. Dann aber fiel ihm bei seiner Expedition ein kleines dunkles Metallstück auf, das offen dalag. Bei genauerem Betrachten entdeckte er, wie er damals meinte, das Abbild eines  Drachen auf einer Seite des flachen Metallteilchens. Ein befreundeter Archäologe klärte dann aber auf, dass der Fund ein Schwarzpfennig aus Ingolstadt sei und die Abbildung einen  heraldischen Panther darstelle. Motiviert von zwei Freunden und mit einem Metalldetektor ging es daraufhin auf große Schatzsuche und die drei Kinder wurden auch tatsächlich fündig. Neben den Münzen, die alle in einem kleinen Umkreis verstreut lagen, gruben sie auch [...] Bruchstücke [aus Buntmetall] aus. Es könnte sich hier um Verschlussteile einer Schatulle handeln [...].“

Der Fundort befindet sich außerhalb des historischen Ortskerns. Die meisten Münzen waren miteinander verbacken, weshalb davon auszugehen ist, dass sich der Hort in einer organischen Hülle oder einem Gefäß befunden hatte. In der Baugrube wurden etliche mittelalterliche „Keramikscherben, Eisennägel und -fragmente, Buntmetallbeschläge sowie Ziegelfragmente, Mörtel und Tierknochen aufgelesen“. Auf Grundlage dieses archäologischen Befundes urteilt Tamara Ringeisen in ihrer Studie zur Lokalgeschichte des Marktes Hohenwart:

„Die vorliegende Keramik weist auf eine Besiedlung des Gebiets vom 12. bis mindestens in das 15. Jahrhundert hin. Letzteres wird zusätzlich durch die Datierung des Münzhortes um die Mitte des 15. Jahrhundert gestützt. Inwieweit dies mit der bisherigen Ortsgeschichte von Hohenwart vereinbar ist, wird an anderer Stelle zu prüfen sein. Erstaunlicherweise überwiegt innerhalb des gesamten Fundmaterials deutlich die Keramik des 14. Jahrhunderts. Demnach scheint die Siedlung selbst die allgemeinen Krisen dieser Zeit, wie Pest, Klimaverschlechterungen und wirtschaftlichen Niedergang, überdauert zu haben. […] In Bezug auf den Keramikfund von Hohenwart könnte die vergleichsweise geringe Zahl an Fragmenten des 15. Jahrhunderts auf die allmähliche Auflösung der Siedlung hinweisen. […] Die Menge der Keramik des 12. Jahrhunderts weist darauf hin, dass die Siedlung bereits mindestens um die 300 Jahre bestand, als der Münzhort in den Boden gelangte. Aus welchem Grund dies geschah, kann heute nicht mehr nachvollzogen werden. Sollte die Besiedlung tatsächlich in der zweiten Hälfte des 15. Jahrhunderts auslaufen, wäre es denkbar, dass ihr Untergang und die Deponierung der Münzen zusammenfallen. Aufgrund der Materiallage muss dies jedoch eine Vermutung bleiben.“

Auch laut Fabian Bente besteht ein möglicher „Zusammenhang zwischen der Aufgabe des Siedlungsareals und der Verbergung des Münzhorts“.

## Historische Einordnung
Im Jahr 1074 wurde das Kloster von Hohenwart durch das Geschwisterpaar Ortolf und Wiltrudis aus dem Geschlecht der Rapotonen gegründet, woraufhin sich in der zweiten Hälfte des 12. Jahrhunderts außerhalb der Klostermauern eine Siedlung von geringem Umfang bildete. Der zwischen 1310 und 1340 auf dem Klosterberg eingerichtete Markt Hohenwart wurde gegen Ende des 14. Jahrhunderts ins Paartal verlegt. Mit der  bayrischen Landesteilung von 1255 wurde dieser Ort dem Herzogtum Bayern-München zugeschlagen. Als sich  1392 eine erneute Landesteilung vollzog, geriet Hohenwart in eine unmittelbare Grenzsituation zum  Teilherzogtum Bayern-Ingolstadt. Aufgrund von Besitzungen des Klosters im Ingolstädter Landesteil wurde Hohenwart bis zum Aussterben der Ingolstädter Linie 1447 in Konflikte verwickelt. 1394 sowie 1420/22 kam es zu militärischen Auseinandersetzungen zwischen Bayern-München und Bayern-Ingolstadt (vgl.  Bayerischer Krieg). 1395, 1398 und 1421/22 wurden Teile des Landgerichts Pfaffenhofen, zu denen auch Hohenwart gehörte, von den Ingolstädtern verheert. Obgleich sich die Situation Mitte des 15. Jahrhunderts für Hohenwart entspannte, hielten wirtschaftliche Schwierigkeiten in dieser Zeit an: Bereits ab 1300 war es zu einer Landflucht der Bauern gekommen und zwischen 1459 und 1460 kam es zu einer starken Inflation, der sogenannten Schinderlingszeit, die sich durch eine drastische Reduzierung des Silbergehalts der bayrischen Pfennige auszeichnete. Infolgedessen wurden ältere Münzen mit einem höheren Silbergehalt gehortet und dadurch dem Geldumlauf entzogen, während die neueren und schlechteren Münzen den Währungsraum überfluteten. Vor diesem Hintergrund schlussfolgert Bente:

„Die Gründe für eine Deponierung können sehr vielfältig sein und müssen nicht zwangsweise mit historischen Ereignissen und kriegerischen Auseinandersetzungen in Verbindung stehen, denn es gibt grundsätzlich auch eine Vielzahl privater und wirtschaftlicher Beweggründe, einen (Spar-)Hort anzulegen, die heute nicht mehr sicher feststellbar sind. Ein Zusammenhang mit der bereits angesprochenen  Schinderlingszeit zwischen 1459 und 1460 ist denkbar, da bei diesem Hort viele ältere Prägungen zusammengetragen wurden, kaum kleinere Nominale vorhanden sind und die bayerischen Pfennige nach 1406, die über einen geringeren Silbergehalt verfügten als ihre Vorgängerprägungen, fehlen. Das gehäufte Ansparen von älteren Münzen mit einem höheren Silbergehalt ist für die Schinderlingszeit bekannt und wäre in einer Zeit der Inflation durchaus zu erwarten.“